# Albarquero

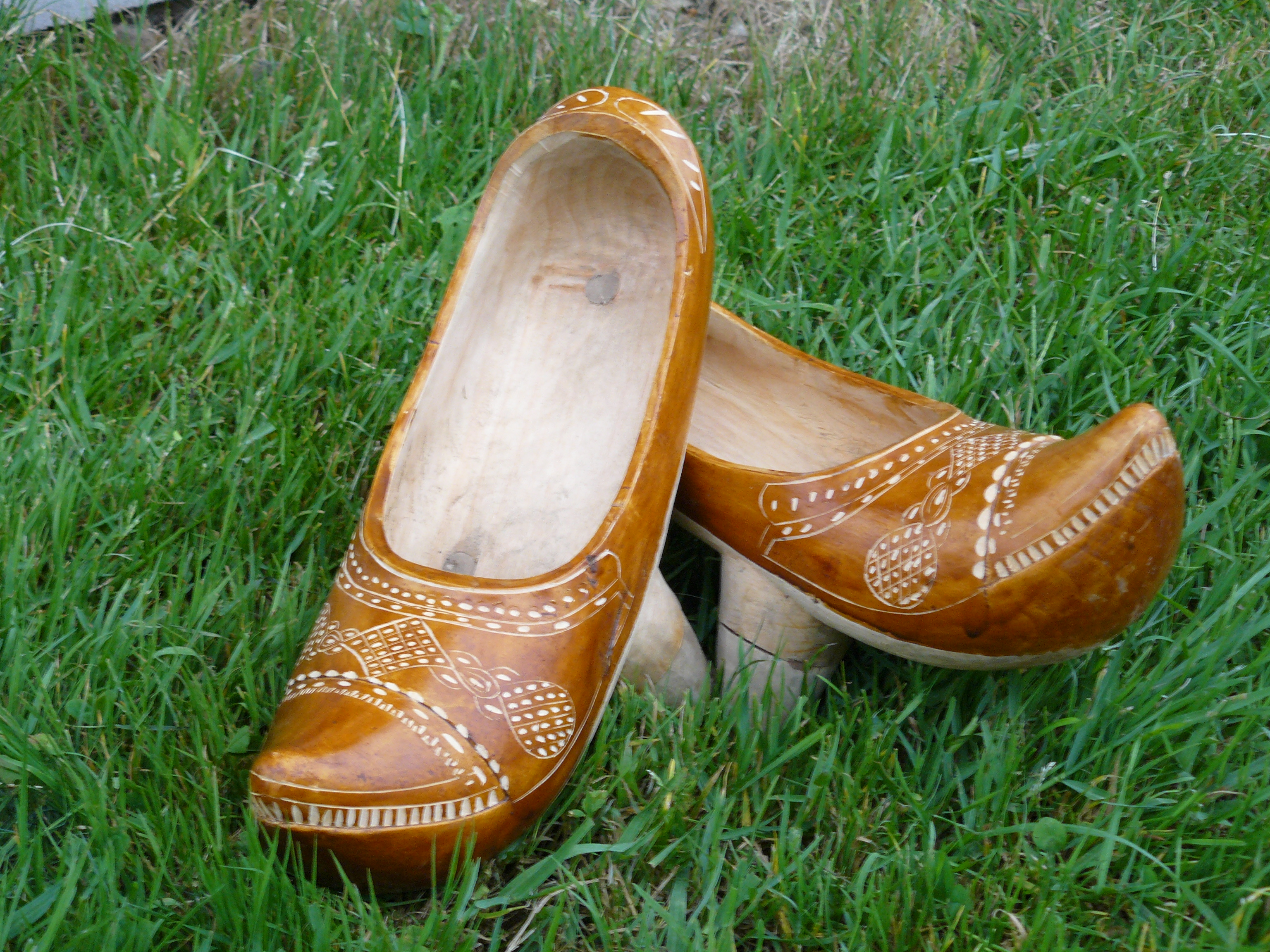

El albarquero (o abarquero) es un oficio tradicional muy importante dentro de la artesanía de la madera en Cantabria (España). El albarquero era el encargado de construir las albarcas. Debido a que la agricultura se desenvuelve con dificultad en ciertas zonas de la región, ha sido una actividad complementaria a los trabajadores tradicionales del campo y del pastoreo. Este oficio era transmitido de un modo natural de padres a hijos, más por necesidad que por vocación, colaborando ya desde pequeños en aquellas labores de realización más fácil y sencilla.
Actualmente quedan muy pocos artesanos que se dediquen a este trabajo por diversos motivos, pero entre ellos, el más importante es la escasez de madera y el hecho de que el uso de las albarcas ha quedado reducido a unas pocas zonas de Cantabria que aún conservan ciertas costumbres tradicionales en sus labores agrícolas y ganaderas.

## Orígenes
El uso de las albarcas, calzado muy práctico en un región tan húmeda y lluviosa como Cantabria, ha sido general en los pueblos por todas las clases sociales indistintamente, pues es un calzado muy apropiado para preservar los pies del agua y de la suciedad del suelo, y especialmente para realizar las labores propias de los ganaderos y campesinos. Era costumbre tener un par de albarcas para calzar a diario y otro más nuevo y vistoso para lucirlo en los días festivos.
Durante las temporadas en que los trabajos en la hacienda eran menos importantes, los albarqueros subían a los montes y allí talaban y preparaban madera para la confección de las albarcas. Solían ir durante los meses de primavera y otoño, cuando terminaban las faenas de labranza y la recogida de la hierba. La duración de la estancia estaba condicionada por varios motivos, pero, en especial, por el tiempo que hiciera, como temporales y nevadas.
Durante su ausencia, eran los anciano, mujeres y niños quienes seguían manteniendo la actividad rural de los pueblos. Hay que señalar que este oficio de albarquero ha sido especialmente característico de la zona occidental, constatándose en el Catastro del Marqués de la Ensenada (1752) un considerable aumento de artesanos.
Solían ir al monte en cuadrillas y su estancia podía ser de una, dos o más semanas. Cuando estaban más de una semana, se iba a encontrar, que era subir hasta un lugar determinado, llevando un burro para transportar ropa limpia para mudarse y repuesto de comida y, también, para bajar los pares de albarcas que tenían preparados y metían en los cuévanos y en sacos. Estas albarcas las terminaban de hacer en casa, con la frecuente colaboración de los demás miembros de la familia.

## Antes de la elaboración de las albarcas

### Utensilios
Los utensilios que solían llevar al monte eran varios, pero procuraban transportar lo imprescindible, para no juntar mucho peso. Con las herramientas y la comida necesitaban, además, de una lata para el agua, la olla para cocer la comida, la parrilla para la torta de maíz, una cocina o masera para amasar la harina y un candil de aceite o una luz de carburo para poder trabajar de noche cuando los días eran cortos.
El equipaje iba envuelto en los sacos de bajar las albarcas en la manta para dormir, haciendo un maco que amarraban con una trajilla a una horca de madera con una asidero, para cargarlo sobre el hombro.

### Construcción de la cabaña
El primer día se dedicaban a construir la cabaña, que les iba a servir de aposento y cobijo durante los días de permanencia. Buscaban un sitio adecuado, a poder ser llano y seco, que estuviera resguardado del viento y de la lluvia y con agua cerca. Había ocasiones y lugares en que podían aprovechar cabañas hechas con anterioridad por ellos mismos o por otros albarqueros.
Cuando subían sin tener contratada la madera, se amoldaban a construir una choza, procurando que estuviera lo más escondida posible. También aprovechaban algún abrigo formado por la cavidad de ciertas rocas o castros o por la de grandes árboles secos. Cuando se daba esta circunstancia, trabajaban de noche a la claridad de la luz de la luna o de la lumbre y preparaban la comida para el día siguiente, que aprovechaban para descansar, con el fin de que el humo de la lumbre y el sonido de las herramientas al trabajar la madera no les delatara.
El modelo de cabaña tradicional, hecha toda ella con madera, consiste en dos postes levantados en la parte delantera, formando horca en el extremo superior, para sostener una viga transversal que hace de cumbre. A estos postes se les adosa una rejostra para afianzarlos. La cubierta está hecha con largos maderos, hendidos al medio y acanalados con el hacha. Se colocan como si fueran tejas, haciendo unos de canal y otros de caballo. El tejado es de una sola vertiente, desde la cumbre hasta el suelo, en donde posa sobre otro canalón, inclinado para que desagüe por uno de sus extremos. Por los dos laterales y de medio atrás, se levanta un tablado hecho con troncos hendidos y labrados, que se denomina verjáu. El resto de la cabaña queda sin tapar.
En uno de los lados de la parte delantera, se coloca un taller más largo que el que se utiliza en casa, para poder trabajar dos o tres personas a un tiempo. El taller normal es un tronco que suele estar adosado a un poste o incrustado a una pared por uno de sus extremos, y por el otro tiene una o dos patas, que pueden estar colocadas o ser de la misma pieza, aprovechando las ramas del árbol. Cuando no hay dónde adosarle, es cuando tiene cuatro patas. En la mitad del tronco tiene un hueco en forma esencial para sujetar en él la albarca, con una cuña de madera, para el vaciado interior de la cavidad delantera de la misma.
En el lado opuesto, se hace el lar para encender la lumbre y, cerca del fuego, se plantan los cervales, troncos de acebo con las ramas cortadas a una distancia conveniente, de modo que sirvan de percha para colgar las albarcas, con el fin de que se sequen al calor de la lumbre y pesen menos al transportarlas a casa.
La parte trasera de la cabaña se destina para almacenar la comida y enseres y para colocar las albarcas hechas. En el centro del local, entre uno y otro espacio, se colocan los tajos y asientos, puestos en hilera, tantos como albarqueros hubiera. El tajo es un tronco mediano y corto que, pinado en el suelo, sirve para realizar trabajos con la azuela. Suele tener una altura de 50 centímetros y un diámetro de 25 a 30 centímetros. Cuando el tronco y el asiento son de una misma pieza se llama perru. Este mismo espacio se destinaba por la noche para dormir, acostándose sobre las orcinas pequeñas, que les servían de mullida. Algunos acostumbraban a subir un pellejo de oveja para colocarle sobre el suelo; los demás se metían en los sacos de las albarcas y se tapaban con la manta.

### La madera
Una vez tenían hecha la cabaña, se dedicaban a cortar la madera. Los árboles eran talados a golpe de hacha o con el tronzador. Este servía también para serrar los troncos en partes proporcionadas a la largura de la albarca. Cuando el tronco es grueso se llama rolla y se hiende, según el grosor que tenga, en dos, cuatro, cinco o más pedazos o tajos. Tajo es el trozo de madera que se necesita para sacar de él una albarca y suele medirse la anchura con una carta de la mano y la longitud con una cuarta y el ancho de cuatro dedos.
Los mejores tajos son los sacados de la parte más cercana al pie del árbol, pues está la madera más hecha y duran más. Cuando el perímetro del tronco es delgado y no da más que una albarca se dice que es enteriza, y cuando salen más, cuarteadas. Hay veces en que, para facilitar el transporte sobre el hombro, a estos troncos delgados se les hace con el hacha unos esbozos de albarcas, dejándolos unidos entre sí, y se denomina banza al conjunto de los dos, cuatro o más, según la largura que tenga.

## Fabricación de las albarcas
Cuando tenían la madera cortada y preparada, junto a la cabaña, comenzaba la tarea de realizar las albarcas. Primeramente, con el hacha hacen un boceto, sosteniendo el tajo sobre un tronco grueso, llamado tajandero, y esta fase se llama aponer. Después, se pasa a azolar, que consiste en modelar con más detalle la albarca con la azuela. Esta herramienta tiene dos cortes opuestos: uno estrecho curvo, llamado petu, y el otro más ancho y recto, que se denomina boca, y se encargaba al herrero expresamente para hacer las albarcas. Con la boca se desbasta su contorno y se forma el rebaje que tiene el empeine de la albarca, y con el petu se marca y vacía la cavidad exterior de la casa o espacio que ocupa el pie y se quita, además, la madera que sobra entre los dos tacos que forman los pies de la misma.

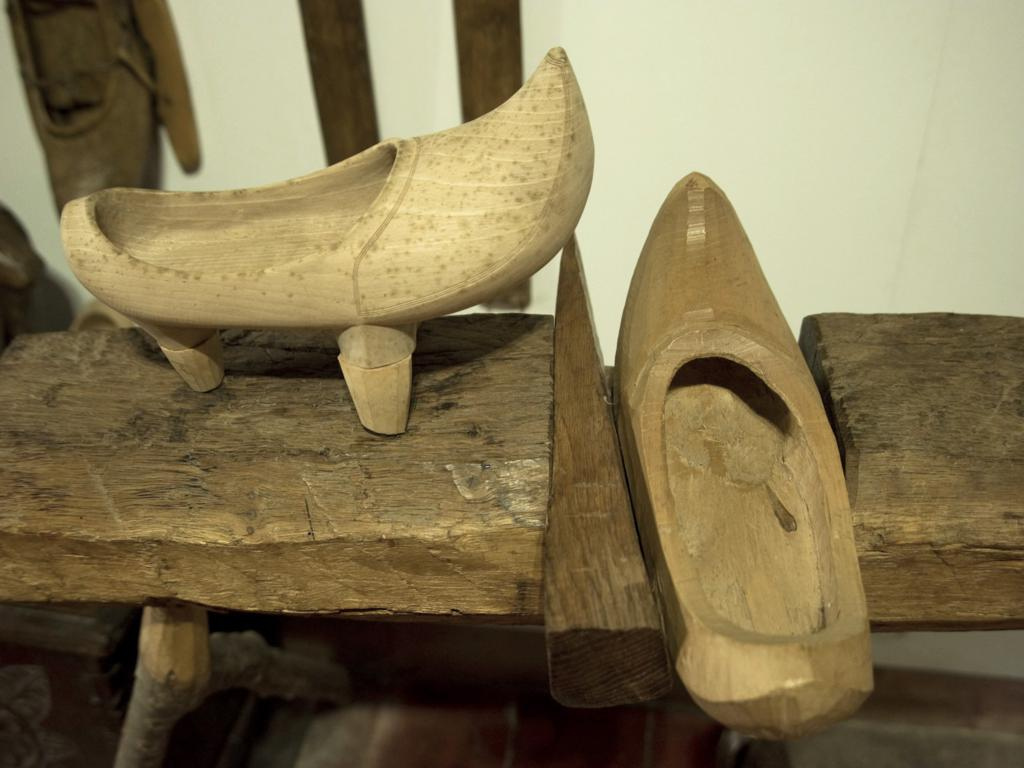
Albarcas a medio construir colocadas en el caballete.

Para terminar el vaciado de la casa, en su parte inferior, se coloca la albarca en el taller, especie de caballete de madera, ya descrito, con el fin de poder disponer libremente de las dos manos para manejar los barrenos y la legra. La labor de barrenar requiere el peligro que salga el barreno por delante de la albarca, quedando inutilizada. Se emplean tres barrenos de diferentes calibres: 
- El denominado de joracar, que se emplea para hacer las tres barrenas primeras en la parte inferior de la casa, una en el centro y las otras dos a los lados.
- El terciáu, que sirve para quitar la madera por diversas partes de la cavidad.
- Y el de apuntar, con el que se quita la madera sobrante por la parte alta de la casa.

Acabada la tarea de joracar con los barrenos, se pasa a limpiar toda la casa con la legra, herramienta que tiene el corte en forma de gancho y con doble filo, con el que se alisa la superficie interior.
Terminado este trabajo, se ponen a secar al sol o al calor de la lumbre en el cerval. Cuando han secado lo suficiente, se iguala la superficie exterior, que presenta las azolás o cortes de la azuela, con la resoria, que es una cuchilla de acero, con dos asideros laterales y que algunos albarqueros hacen de un dalle viejo.
Normalmente, un albarquero preparaba al día de cuatro a cinco pares de albarcas, y había quien llegaba a nueve o diez, teniendo la madera cortada en la cabaña y realizando las distintas labores descritas.
Cuando los albarqueros regresaban del monte, se dedicaban en casa a terminar la confección de las albarcas, ayudados por algunos familiares, en ciertas labores, como resoriar, dar lija, tostar o pintar y entarugar. Ellos tenían que empicar o moldear el pico y los pies con un cuchillo. Se empleaban tres modelos de cuchillos: El de empicar, que tiene el corte más largo y ancho, el de raer, estrecho y con el filo un poco curvado, y el de grabar los dibujos, que tiene la hoja más corta y la punta más pronunciada.
Cada albarca lleva tres tarugos, dos delante y uno atrás, que se van renovando cuando se rompen o desgastan. Se hacen con la azuela, de madera de avellano, o mejor de berroso o cajigo, que duran más. Al conjunto de los seis tarugos del par se les da el nombre de entarugadora, y al trozo de madera que se necesita se llama serojo.

### Decoración
La decoración de las albarcas es variada, pero es diferente si son de mujer o de hombre. Los modelos de mujer llevan dibujos más vistosos, combinando filigranas de rayas, que van formando figuras geométricas, y otras de inspiración floral; los de hombre son menos improvisados y más sencillos y tradicionales. Estos grabados se pueden hacer antes de dar el color o después y, en ese caso, contrasta el color natural de la madera con el de la pintura o barniz.
Hay varios procedimientos para pintar las albarcas. Antes se untaban con aceite, al que se podía añadir pimentón para cambiar el color. Con leche ordeñada de vaca recién parida, que se guardaba en un envase para ir gastándola cuando hiciera falta, y a la que llamaban en Carmona leche pudría. Se untaba esta leche y se tostaba la madera al fuego. Frotando la superficie de la albarca con corteza de alisa, toma la madera un color rojo oscuro. A la primera mano se llama embarrar y, para avivar el color, se espolvorea un poco de cal antes de dar la segunda. Se saca brillo puliendo la madera con un hueso de muslo de gallina.
Para personas viudas o con luto, se ha gastado siempre pintura negra, gastándose ese color también los sacerdotes de los pueblos.
En los últimos tiempos solamente se emplean barnices de distintas tonalidades y la pintura negra de siempre. Para evitar que las albarcas hechas de madera enteriza se hiendan, se untan con leche por el papo y por el calcañar, que son las partes que coge el corazón o centro del tronco, y se queman un poco arrimándolas al fuego. Cuando se hienden las albarcas, se arreglan con argollas de alambre y, para evitar el desgaste del papo o para tapar el boquete abierto por el continuo roce del suelo, se colocan remiendos de lata; también se ponen en hendiduras de aquellas partes en que no lleva argolla.
Cuando las albarcas se hacían en serie para la venta, se dejaban algunas con los pies sin joracar, para poder colocar clavos o gomas en vez de tarugos. Además se ataba cada par, con una cuerda final, por el lateral interior, para que no se descompañerasen.
Los albarqueros las llevaban metidas en sacos, a cuestas sobre el hombro o cargadas en burros, teniendo que recorrer muchas veces, largas distancias para encontrar comprador.

## En la actualidad
Hoy, esta artesanía tan tradicional ha quedado en pocos albarqueros, que solamente hacen albarcas de encargo, destinadas una vez para usarlas y otras como recuerdo típico de la región cántabra, lo mismo en tamaño natural que en pequeño formato.
El oficio de albarquero tiende a desaparecer con los últimos artesanos que hoy quedan en muy pocos pueblos, siendo sustituidos por máquinas, que, con un lector de perfiles que recorre la superficie de la albarca a reproducir, va transportando su lectura, por medio de un juego de barras, a unas cuchillas que cortan la madera sobrante y consiguen un perfecto duplicado. Estas albarcas hechas a máquina son las que se pueden comprar hoy en las tiendas, importadas a Cantabria desde otros lugares.